# Senta flammea
Senta flammea là một loài bướm đêm trong họ Noctuidae.

## Hình ảnh

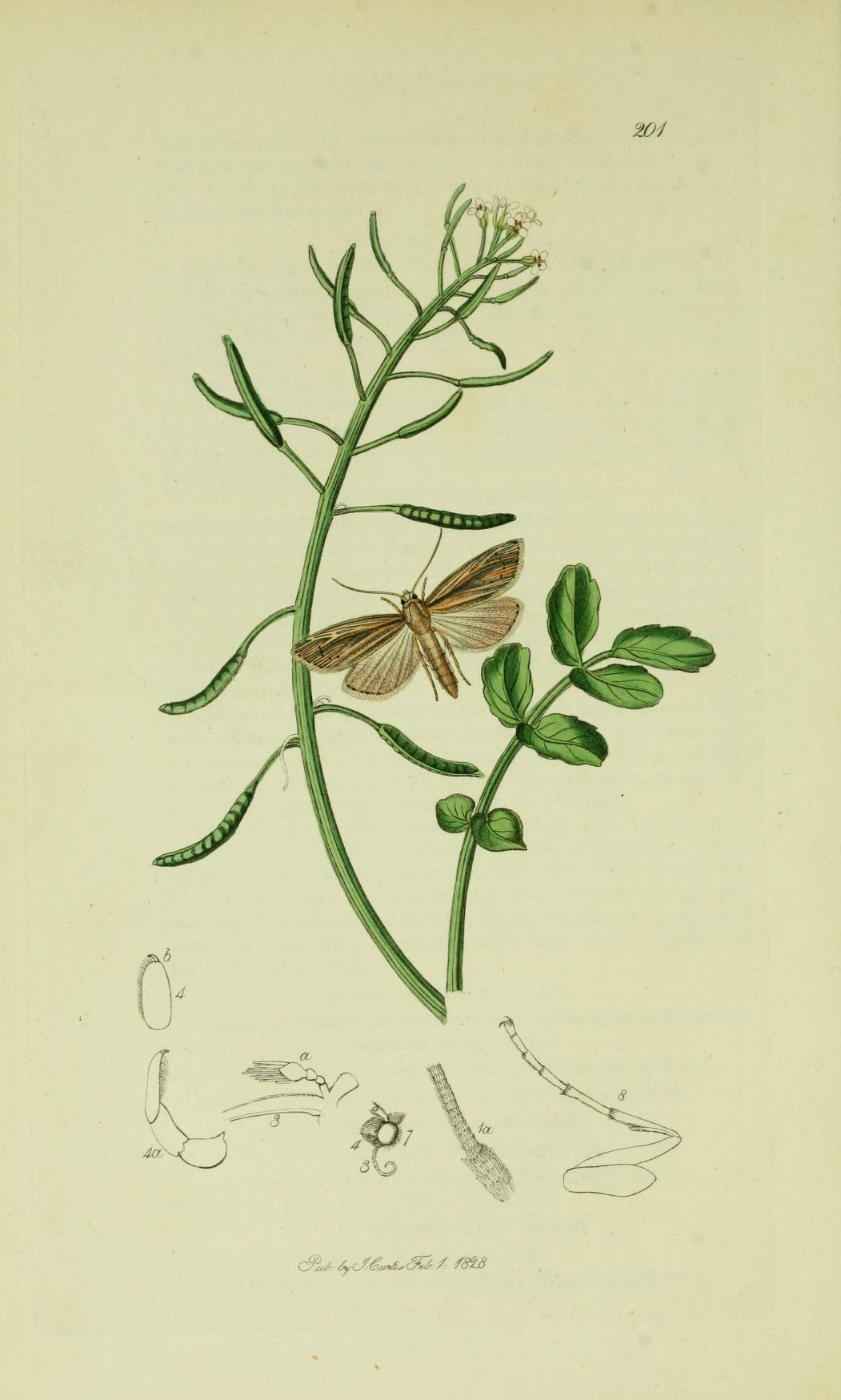
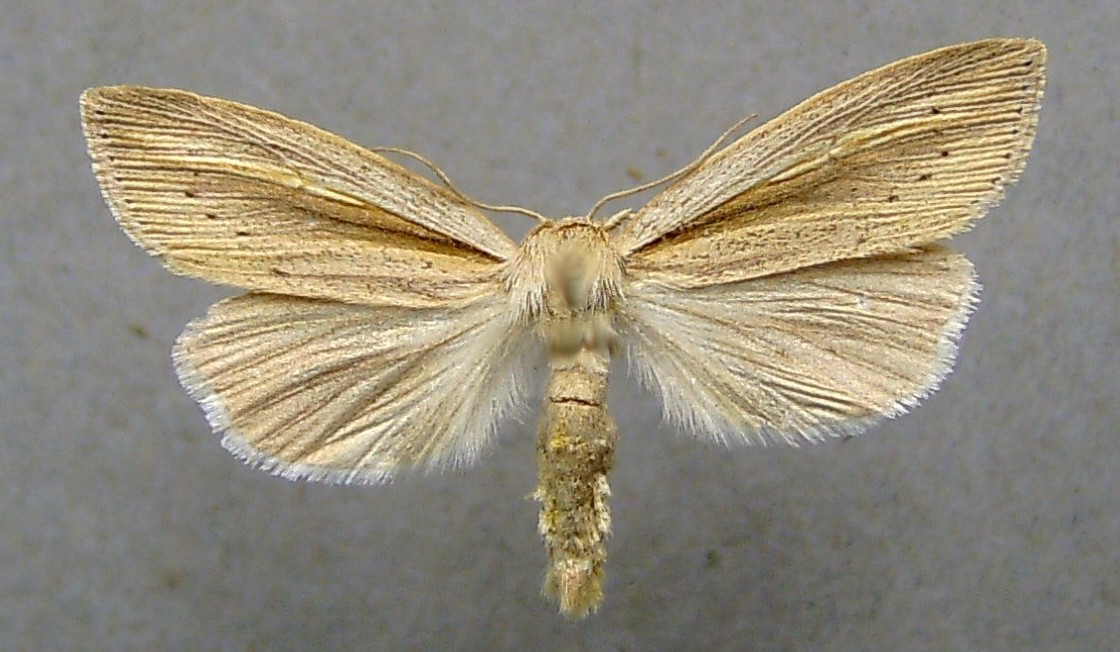
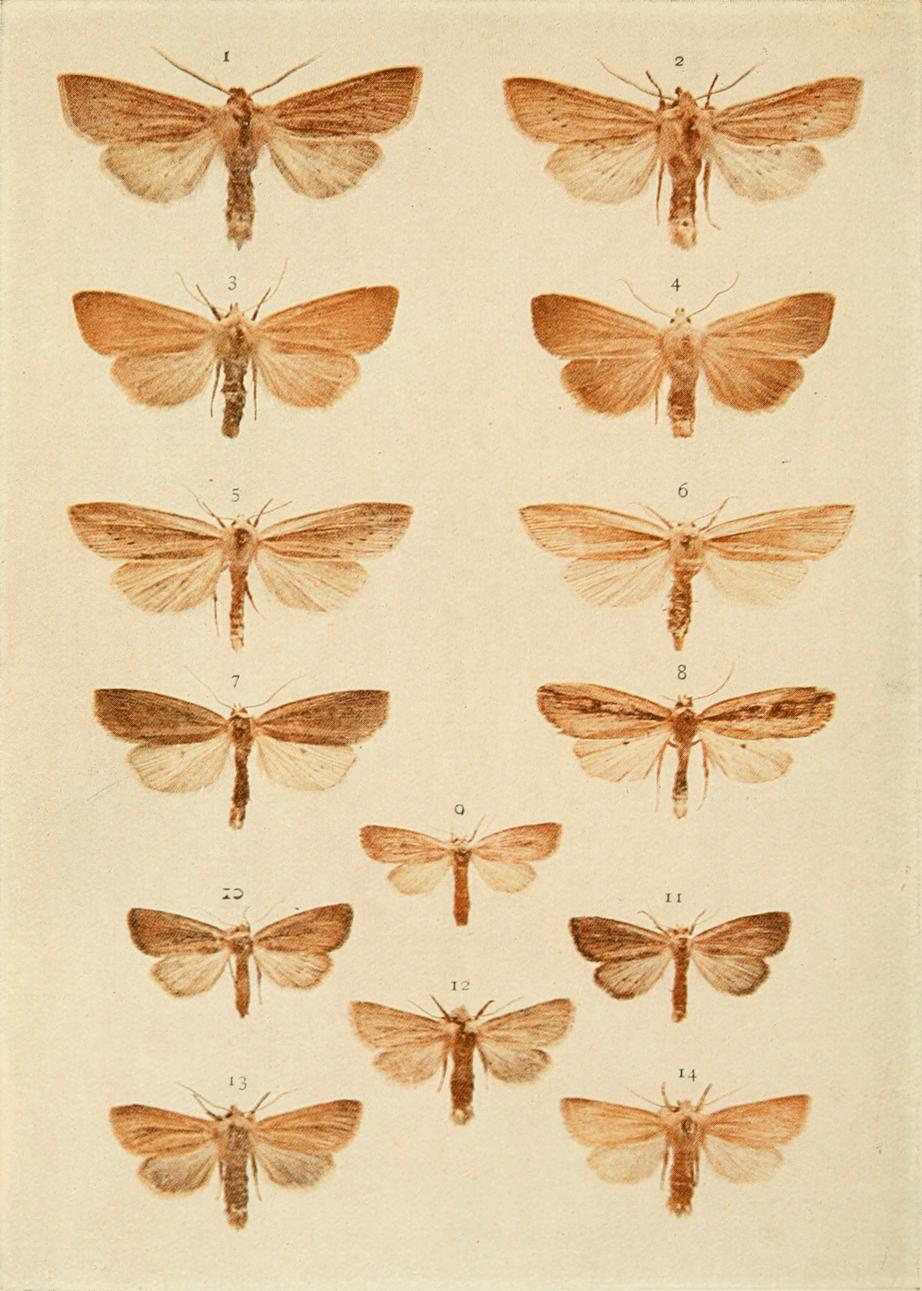
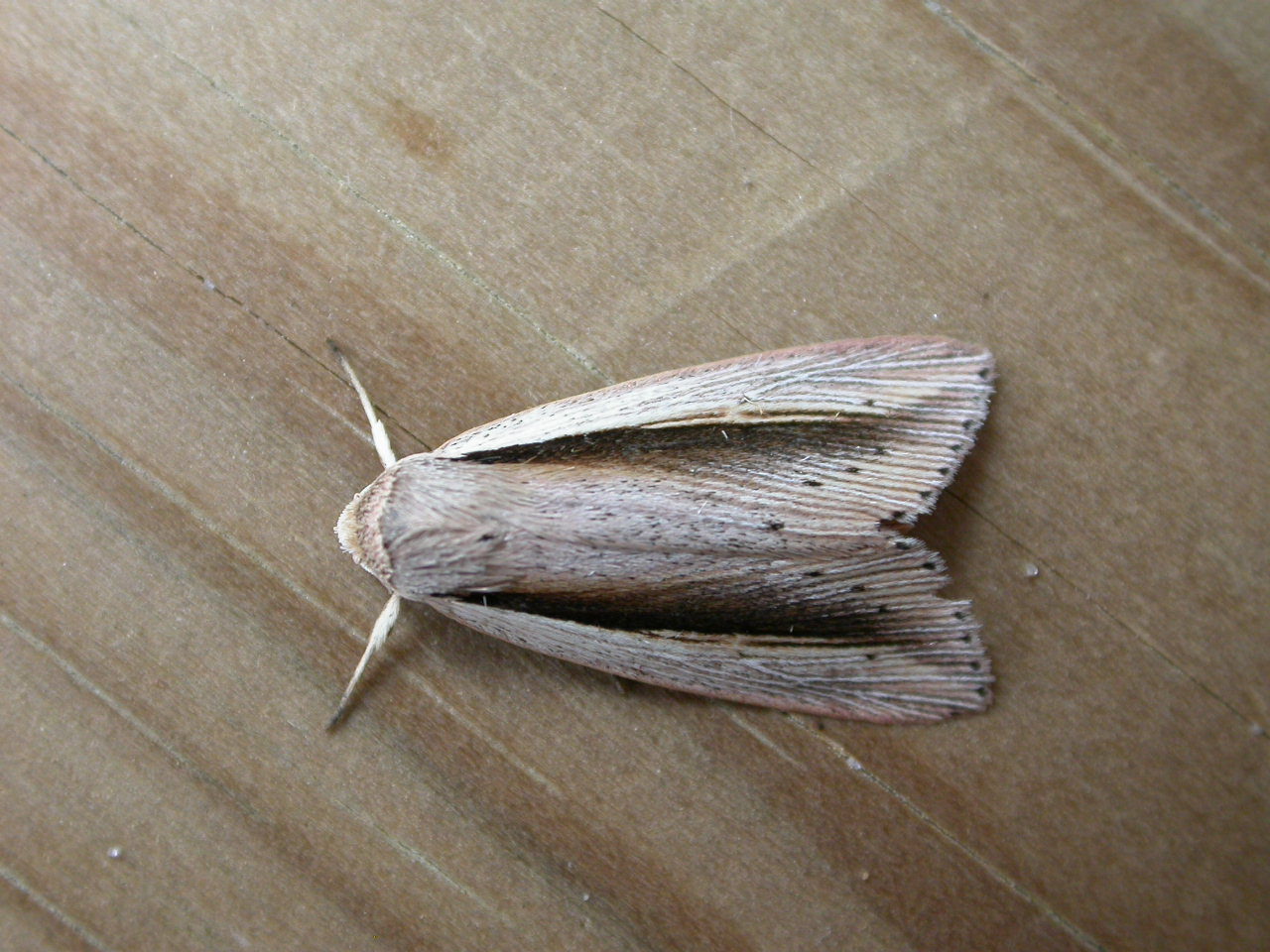